# 공태원
공태원(2003년 ~ )은 대한민국의 가수다.

## 방송
- 전교톱10 (2020) - Top32

## 음반
- 유성 (2021)
- 80도 (Feat. WAITASECC) (2022)
- 2021年12月31日 (2022)
- 별을 떼다 (2024)

### 430.wav
- 430 wave (2020)
- .WAV2WAVE (2021)

## 피처링
- Lian prada <문라이트> (2021)